# Khadija Mardi
Khadija Mardi née le 1er février 1991 est une boxeuse marocaine  à Casablanca, Elle est la première boxeuse africaine à remporter le Championnat du monde de boxe.

## Biographie

### Carrière
Elle participe aux Jeux olympiques de Rio en 2016 et atteint le stade des quarts de finale. Aux Jeux africains de Rabat en 2019, elle remporte la médaille d'or dans la catégorie des moins de 75 kg. Elle remporte dans la même catégorie la médaille de bronze aux championnats du monde d'Oulan-Oude en 2019. Elle décroche la médaille d’argent dans la catégorie des plus de 81 kg aux Championnats du monde féminins de boxe amateur 2022 à Istanbul.
Elle obtient la médaille d'or dans cette même catégorie aux Championnats d'Afrique de boxe amateur 2022 à Maputo puis aux Championnats du monde de New Delhi en 2023 puis remporte la médaille d'or dans la catégorie des moins de 81 kg aux championnats d'Afrique de boxe amateur 2023 à Yaoundé. Elle remporte à nouveau la médaille d'or dans la catégorie des plus de 81 kg aux Jeux africains de 2023 à Accra ainsi qu'aux Championnats d'Afrique de boxe amateur 2024 à Kinshasa.